# Ari Lahti
Ari Lahti (sinh năm 1963) là một doanh nhân Phần Lan, chủ sở hữu KuPS của Veikkausliiga và là Chủ tịch Hiệp hội bóng đá Phần Lan. Ông là người sáng lập, chủ sở hữu và chủ tịch của Ice Capital có trụ sở tại Helsinki. Ông trước đây làm việc tại Ngân hàng Phần Lan, và sinh ra ở Leppävirta.
1. ↑   https://www.hs.fi/urheilu/a1435899434165. {{Chú thích web}}: |title= trống hay bị thiếu (trợ giúp)